# 뇌고
뇌고는 한국의 무율 타악기이다. 혁부악기에 속하며 아악기로 분류된다. 한쪽 면만 가죽을 맨 작은 북을 여섯 개 모아 둥글게 붙인 것을 색사유소를 단 삭고와 같은 틀에 매단 것이 뇌고이고, 길고 작은 양면북 세 개를 긴 장대에 꿰어 놓고 큰 구슬을 단 가죽끈을 달아 흔들어 치는 것이 뇌도이다. 천신(天神)의 제향(祭享)인 원단제에 썼으나 지금은 쓰지 않는다.